# Great Orme Tramway
| Wagen 5 der unteren Sektion (2011) |                   |                                 |                                 |
| Spurweite: | 1067 mm (Kapspur) |                                 |                                 |
| Maximale Neigung: | 261,5 ‰           |                                 |                                 |
| |                   |                                 |                                 |
| \| \| \| Great Orme Summit (Bergstation) \| \| \| \| \| Obere Ausweiche \| \| \| \| 0,000 \| Halfway Station \| Halfway Station \| \| \| 0,797 \| Halfway Station \| Halfway Station \| \| \| \| Killens Hill \| \| \| \| \| Ty'n-y-Coed \| \| \| \| \| Untere Ausweiche \| \| \| \| \| Black Gate \| \| \| \| 0,000 \| Llandudno Victoria (Talstation) \| Llandudno Victoria (Talstation) \| |                   |                                 |                                 |
| U-Bahn-Kopfbahnhof Streckenanfang |                   | Great Orme Summit (Bergstation) | Great Orme Summit (Bergstation) |
| U-Bahn-Überleitstelle / Spurwechsel |                   | Obere Ausweiche                 | Obere Ausweiche                 |
| U-Bahn-Kopfbahnhof Streckenende | 0,000             | Halfway Station                 | Halfway Station                 |
| U-Bahn-Kopfbahnhof Streckenanfang | 0,797             | Halfway Station                 | Halfway Station                 |
| ehemaliger U-Bahn-Haltepunkt / Haltestelle |                   | Killens Hill                    | Killens Hill                    |
| ehemaliger U-Bahn-Haltepunkt / Haltestelle |                   | Ty'n-y-Coed                     | Ty'n-y-Coed                     |
| U-Bahn-Überleitstelle / Spurwechsel |                   | Untere Ausweiche                | Untere Ausweiche                |
| ehemaliger U-Bahn-Haltepunkt / Haltestelle |                   | Black Gate                      | Black Gate                      |
| U-Bahn-Kopfbahnhof Streckenende | 0,000             | Llandudno Victoria (Talstation) | Llandudno Victoria (Talstation) |

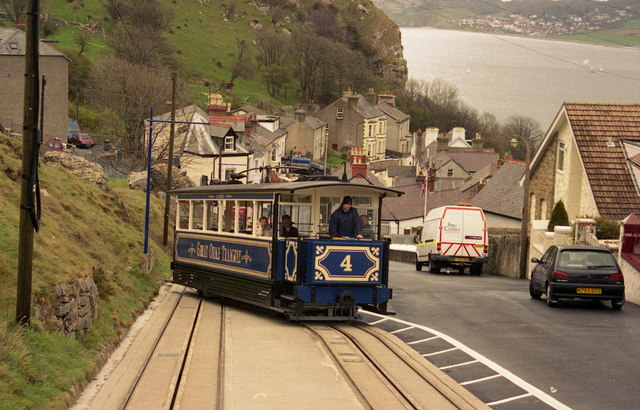
Untere Sektion der Great Orme Tramway: Wagen 4 ist soeben von der Talstation her in die Ausweiche eingefahren.

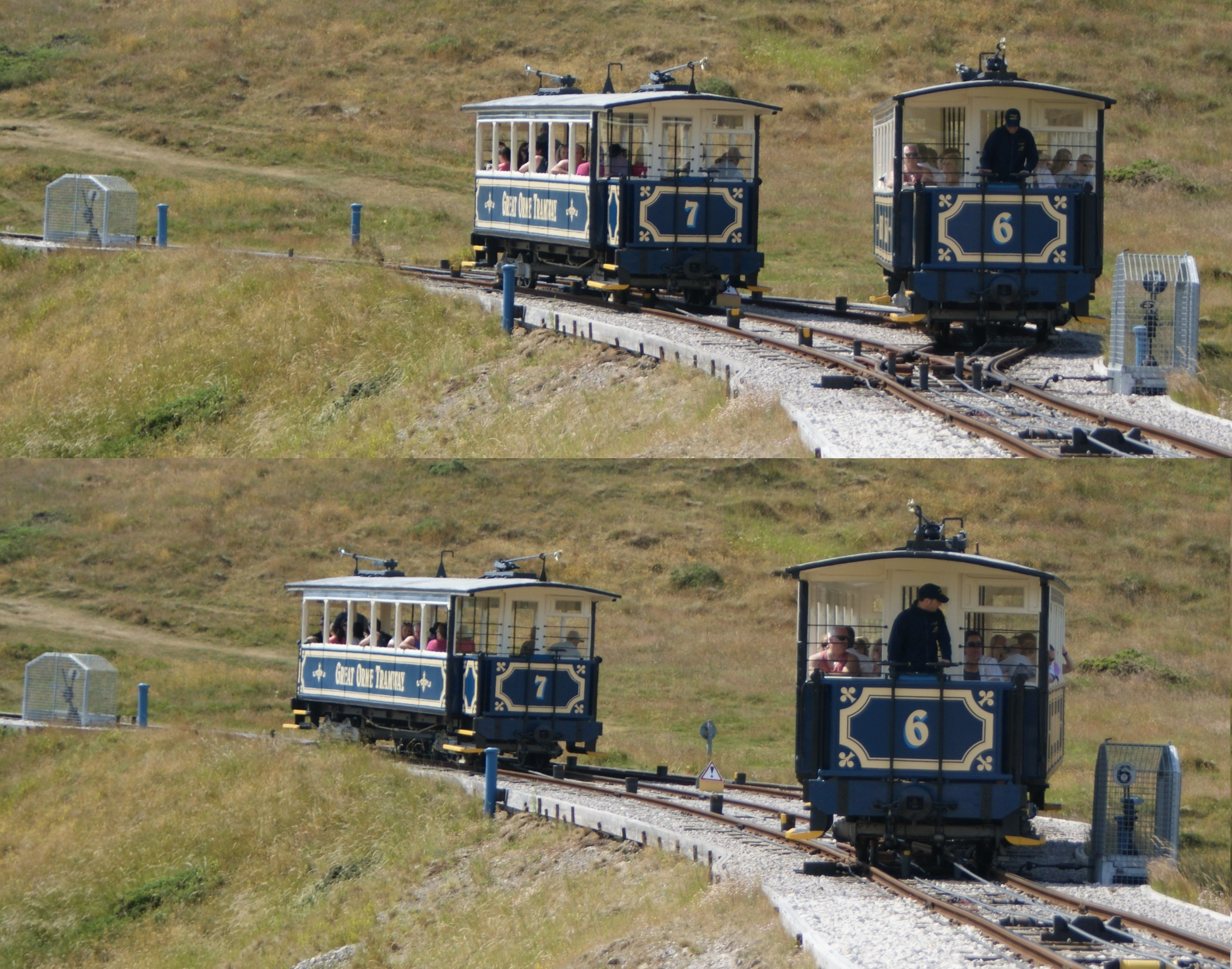
Die Weichen der oberen Sektion, die durch die Räder in die richtige Position für Wagen 6 oder 7 bewegt werden.

Die Great Orme Tramway (walis. Tramffordd y Gogarth) in Llandudno ist eine Standseilbahn, die aus einem Straßenbahn- und einem Bergbahnteil besteht, die beide mit Zugseilen betrieben werden. Trotz der straßenbahnartigen Bauweise handelt es sich nicht um eine Kabelbahn, da die Wagen im Betrieb nicht vom Seil gelöst werden können.
Die Bahn fährt im Saisonbetrieb und befördert etwa 160 000 Fahrgäste jährlich.

## Anlage
Diese Bahn verbindet die Victoria Train Station von Llandudno mit der ca. 200 Meter hohen Erhebung Great Orme (walis.: Pen y Gogarth) auf der gleichnamigen Halbinsel. Sie wurde 1902 in Betrieb genommen. Die Great Orme Tramway ist neben den Anlagen in Lissabon die einzige noch bestehende Straßen-Standseilbahn.
Im unteren Abschnitt der Bahn fahren die Wagen 4 und 5, im oberen Abschnitt die Wagen 6 und 7. Die Wagen 1 bis 3 waren Güterwagen, die den Personenwagen vorgestellt werden konnten, aber bereits 1911 ausgemustert wurden. Im oberen Abschnitt ist die Zugseile sichtbar, im unteren Abschnitt liegen sie unter der Fahrbahndecke. Die Wagen sind 11,28 Meter lang und haben 48 Sitzplätze; Stehplätze sind aufgrund der Sicherheitsbestimmungen nicht mehr zulässig.
Ursprünglich fuhren die Fahrzeuge der Bahn mit Stangenstromabnehmern. Die dazugehörige Oberleitung lieferte keinen Fahrbetriebsstrom, sondern diente als Telefonleitung der Verständigung zwischen den Wagenbegleitern und dem Maschinist der Fördermaschinen. 1991 wurde dieses Telefonieverfahren durch Sprechfunk abgelöst. Die Oberleitung wurde abgebaut, die Stromabnehmerstangen der Wagen blieben jedoch erhalten und sind in abgezogener Lage arretiert.
Das Maschinenhaus ist in der Mittelstation „Halfway“ angeordnet, dort befinden sich die Fördermaschinen beider Sektionen. Dies bedingt in der oberen Sektion ein zusätzliches Unterseil. Das heißt, unterhalb der Wagen liegt ein zusätzliches Seil. Im Gegensatz zu normalen Standseilbahnen konnte diese Bahn nicht mit Abtschen Weichen ausgerüstet werden, da die Strecke des unteren Abschnittes wegen des Einbaues in den Straßenbelag mit Rillenschienen ausgerüstet werden musste. Die Wagen laufen deshalb auf Regelradsätzen. Sie stellen mit ihren Spurkränzen die Weichen in die für sie richtige Lage, damit sie auf der Rückfahrt wieder in das Gleis geleitet werden, in dem ihr Zugseil durchführt. Eine falsche Weichenstellung kann zu schweren Unfällen führen, wie sie sich im Jahre 2000 und 2009 ereigneten.
- Im April 2000 hatte das Personal festgestellt, dass die untere Weiche bei der Talfahrt nicht immer in die richtige Position fiel. Deshalb wurde eine zusätzliche Person zur Überwachung eingesetzt. Laut Untersuchungsbericht hatte aber am 30. April weder diese Person noch der Wagenführer bemerkt, dass die Weiche falsch gestellt war und der Wagen 7 bei der Bergfahrt auf das Gleis des Wagens 6 geleitet wurde, was zum Zusammenstoß führte.
- Am 15. September 2009 wurde bei der Bergfahrt des Wagens 6 das hintere Drehgestell auf das Gleis des Wagens 7 geleitet, ohne dass der Wagen dabei entgleiste. Zwar wurde das Bremssystem ausgelöst, dieses reagierte aber nicht schnell genug, um eine Kollision zu verhindern. Die Untersuchung nach dem Unfall zeigte, dass die Kräfte der Räder des vorauslaufenden Drehgestells groß genug waren, um den Weichenhebel anzuheben. Dies war durch Abnützung der Schienen und des Weichengestänges sowie Lageungenauigkeiten des Gleises ermöglicht worden. Es wurde auch festgestellt, dass das Risiko eines derartigen Unfalls bis dahin nicht bekannt war, was nicht zuletzt der Einzigartigkeit dieser Anlage geschuldet ist.

Bereits am 23. August 1932 kam es zu einem Unfall, als beim Wagen Nr. 4 während der Talfahrt die Verbindung mit dem Zugseil brach. Der Wagen entgleiste im nächsten Bogen und stieß gegen eine Wand. Dabei wurden der Fahrer und ein 12-jähriges Mädchen getötet. Bei Untersuchung des Unfalls wurden schwere Versäumnisse der Bahnverwaltung festgestellt. Die Verbindung mit dem Zugseil war aus Sparsamkeitsgründen aus einer dafür nicht geeigneten Stahllegierung hergestellt und die Notbremsen waren schon 1906 lahmgelegt und bis zum Unfall nicht wieder in Betrieb genommen worden.
Die Ausweichstelle der unteren Sektion weist nur eine Einzungenweiche auf der Talseite auf. Oberhalb dieser Ausweichstelle besteht ein Vierschienengleis, die mittleren Schienen bilden den Spurkanal für beide Wagen.